# Самарский Пустынно-Николаевский монастырь
Сама́рский Свято-Никола́евский пустынный монасты́рь — мужской монастырь Днепропетровской (ранее Екатеринославской) епархии Украинской Православной Церкви в Новомосковске.
Престольный праздник — 19 декабря, в день празднования святителя Николая Чудотворца.

## История

Изображение святителя Николая Чудотворца на внешней стороне церкви

Основан в 1602 году насельником казацкого Киево-Межгорского монастыря иеромонахом Паисием; находился в юрисдикции Константинопольского Патриархата.
Был «войсковым» монастырём Запорожской Сечи, находясь под управлением сечевого коша.
Был сильно разорён во время русско-польской войны в 1650-х; восстановлен к 1672 году, в апреле того же года была освящена вновь отстроенная церковь. Впервые Самарский монастырь упомянут в официальных документах 1670—1680 годов.
В 1681, период Русско-турецкой войны для монастыря настал период подъёма. Расквартированные в Самари казаки и военные регулярной армии жертвовали значительные суммы в пользу монастыря. На территории обители были построены новые помещения, мельницы, устроены пасеки, мастерские по изготовлению свечей. Но вскоре опустошение монастырю принесло нашествие саранчи. Как написано в летописях, «… угодья обители почернели, келии остались без братии, а церковь долго стояла без пения».
В 1688 году монахи этого монастыря поддержали запорожских казаков, которые были против строительства Новобогодицкой крепости (она могла бы быть использована в качестве плацдарма для казней казаков), и стрельцы князя В. В. Голицына учинили в монастыре погром, предав пыткам монахов.
В 1690 году монастырь постигло ещё одно несчастье: почти все население монастыря и большая часть жителей погибли от эпидемии, после которой монастырское имущество, в том числе и архив, были уничтожены.
В 1709 году в очередной раз монастырь был разрушен во время восстания Мазепы: запорожцы, отступая в Олешки, забрали часть монастырского имущества с собой, а часть оставили. Управление монастырем было поручено архимандриту Азово-Предтеченского монастыря Осипу.
В 1711 году монастырь был разрушен татарами.
В 1720 году монастырь был восстановлен по инициативе и на средства полковника Д. П. Апостола, будущего гетмана, и его сына П. Д. Апостола. Они пригласили из Киево-Межигорского монастыря иеромонаха Иоанна, который был поставлен настоятелем.
В 1739 году монастырь был полностью обновлен и вернул себе значение религиозного центра Запорожья. В то время при монастыре существовали школы и больницы, а численность крестьян, вотчинников и прислуживающих, которые работали на монастырь, достигала 500 человек. Монастырю принадлежали слобода Черненная, четыре хутора, озеро Соленое и речка Протовча, мельницы и пасеки, в общей сложности 18 698 десятин земли.
В обители принимали постриг, умерли и были похоронены многие запорожские старшины: кошевой атаман Филипп Федоров, военный толкователь Иван Швыдкий, военный писарь Дмитрий Романовский, военный судья Моисей Сухой и другие.
В 1780 году приписан к ставропигиальному Киево-Межигорскому монастырю.
7 марта 1787 году освящён новый каменный Николаевский собор с приделами в честь святителя Николая Чудотворца, иконы Божией Матери «Всех Скорбящих Радость» и во имя святых мучеников Кирика и Иулитты взамен деревянного храма.
25 ноября 1791 года, по ходатайству Екатеринославского и Херсонес-Таврического епископа Амвросия (Серебрянникова), вышел синодальный указ, по которому монастырь обращался в «дом Екатеринославских Архиереев».
В 1815 году сооружена трапезная Преображенская церковь, в 1838 году — храм святого Георгия Победоносца. В 1828 году к Николаевскому собору пристроены архиерейский дом и колокольня. За колокол, весом в 169 пудов 22 фунта, приобретенный в XVIII веке, запорожские казаки выложили огромную по тем временам сумму — 8320 рублей 90 копеек.
Долгое время в монастыре сохранялись главная святыня монастыря — чудотворная Ахтырская икона Божией Матери и святителя Николая — и 4 запорожских креста. Сегодня судьба всех этих реликвий неизвестна.
«Справочник Екатеринославской епархии за 1908 год» сохранил до нашего времени следующие сведения: «Когда основан монастырь, неизвестно, но, по некоторым данным, видно, что в 1700 году уже существовал. Храмы монастыря: 1-я каменная, колокольня отдельно такая же, трехпрестольная: 1-й — средний — во имя Николая Чудотворца, 2-й — северный — Всех Скорбящих Радости и 3-й — южный — во имя мучеников Кирика и Иулитты;
2-я каменная, однопрестольная — во имя Георгия Победоносца; без колокольни;
3-я деревянная, домовая — во имя Преображения Господня, без колокольни, здесь же и трапезная.
Все необходимые службы при монастыре имеются.
Угодья монастыря: 444 десятины и 1927 квадратных саженей земли, из которой 243 десятины и 141 квадратная сажень под дубовым лесом.
Сведения о монашествующих: — исполняющий должность заведующего Самарским загородным архиерейским домом иеромонах Анатолий, в миру Адриан Сидоров, 66 лет, домашнего образования; — иеромонах Платон (Петр Рыжков), 64 лет, домашнего образования; — иеромонах Игнатий (Игнатий Приходько), 70 лет, домашнего образования; — иеродиакон Трифон (Терентий Кочерга), 46 лет; в 1900 году утверждён ризничным, а в 1901 году — казначеем сего монастыря; — иеродиакон Спиридон (Симеон Смитана), 67 лет, домашнего образования; — монах Паисий (Пётр Дмухайлов), 63 лет, неграмотный, слепой; — монах Евсевий (Ефим Брагинец), 62 лет, малограмотный; — послушников 5 человек».
Далее, вплоть до 1917 года, исторические сведения о монастыре весьма отрывочные. Известно лишь, что во время первой мировой войны монастырь был действующим. Как Самарский монастырь перенёс Октябрьскую социалистическую революцию, Гражданскую войну и последующие события, документальных сведений пока не найдено.
В 1920-х относился к «григорьевцам» (сторонники архиепископа Григория Яцковского). Известно, что в то время в монастыре было 25 послушников.
К середине 1920-х годов монастырь начали заселять инвалидами гражданской войны. Из года в год их число увеличивалось, и в 1929 (по другим источникам в 1930 году) монастырь был окончательно закрыт и передан под дом инвалидов.
Колокольня при монастыре (самая высокая на территории Украины) была взорвана, а главный храм обители — Николаевский собор с приделами — был переделан под театральный зал. Другие храмы на территории монастыря переделали под хозяйственные здания.
После Великой Отечественной войны обком партии принял решение организовать здесь дом для одиноких престарелых металлургов. Дом-богадельня обзавёлся большим хозяйством, и началось быстрое строительство разных пристроек в стиле «сталинского ампира», при этом очень пострадали прежние монастырские постройки.
В 1960-е годы в монастыре устроили интернат для психически больных девочек.

## В настоящее время
В 1993 году был возрождён приход в зданиях монастыря.
В 1995 году началось возрождение монашеской жизни. Первоначально было принято решение о создании женской обители.
12 марта 1998 года Священный Синод Украинской Православной Церкви на основании доклада Архиепископа Днепропетровского и Павлоградского Иринея преобразовал Свято-Николаевский Самарский пустынный женский монастырь и Свято-Николаевский приход в городе Новомосковске в мужской Свято-Николаевский Самарский пустынный монастырь и утвердил наместником иеромонаха Досифея (Савёлова) с возведением его в сан игумена.
Монахини во главе с игуменьей Мариной (Ткачук) были переведены в Тихвинский монастырь в город Днепропетровск.
3 апреля 2004 года в Лазареву субботу митрополит Ириней посетил обитель и освятил восстановленный и реконструированный трапезный храм в честь преподобных Антония и Феодосия Печерских, после чего совершил божественную литургию. По окончании богослужения владыка также освятил отремонтированные помещения под трапезную и хозяйственные нужды.

16 апреля 2011 года в Лазареву Субботу митрополит Ириней освятил восстановленный храм преображения Господня.
В монастыре проводятся ежедневные Богослужения.

## Галерея

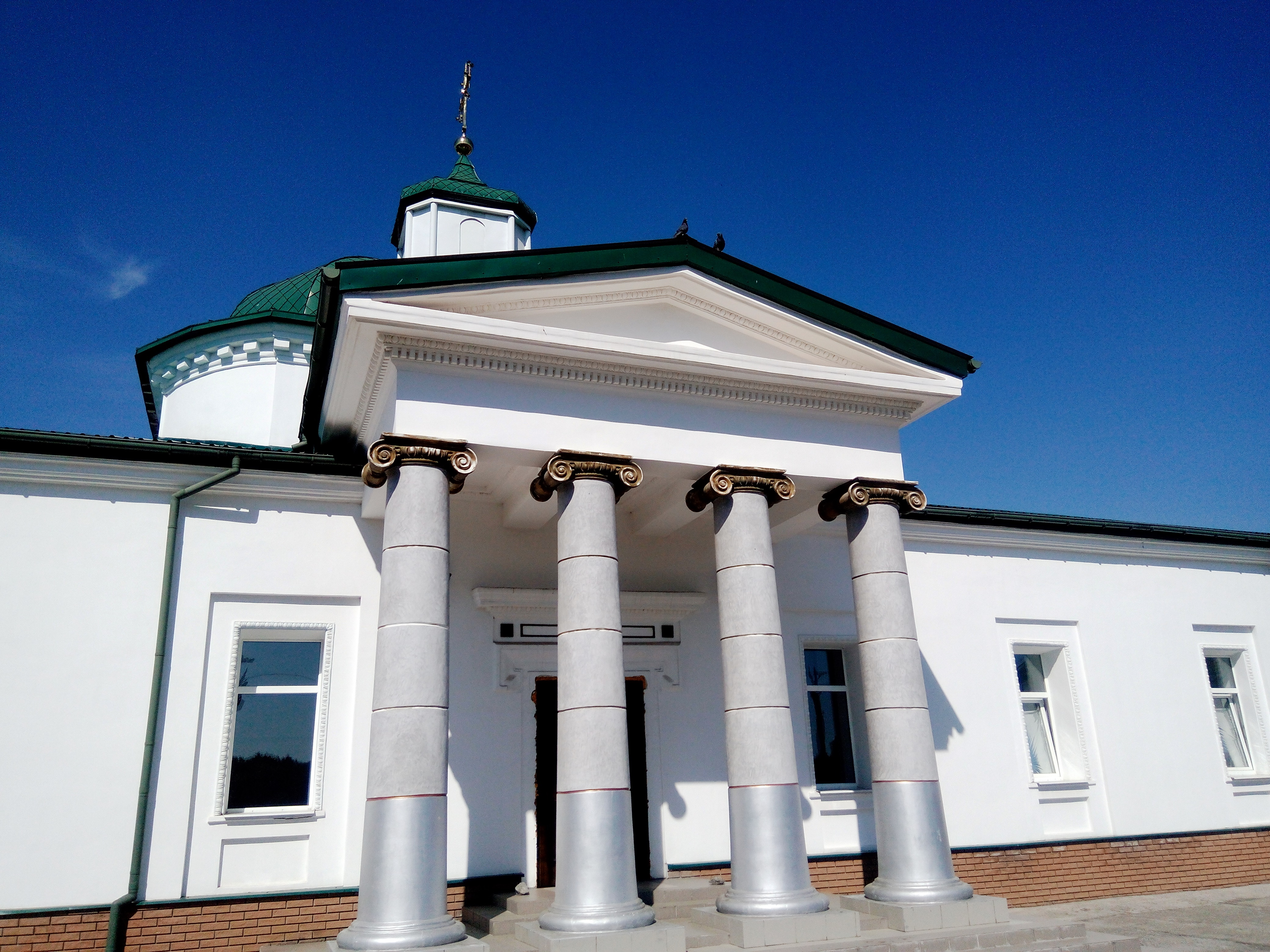
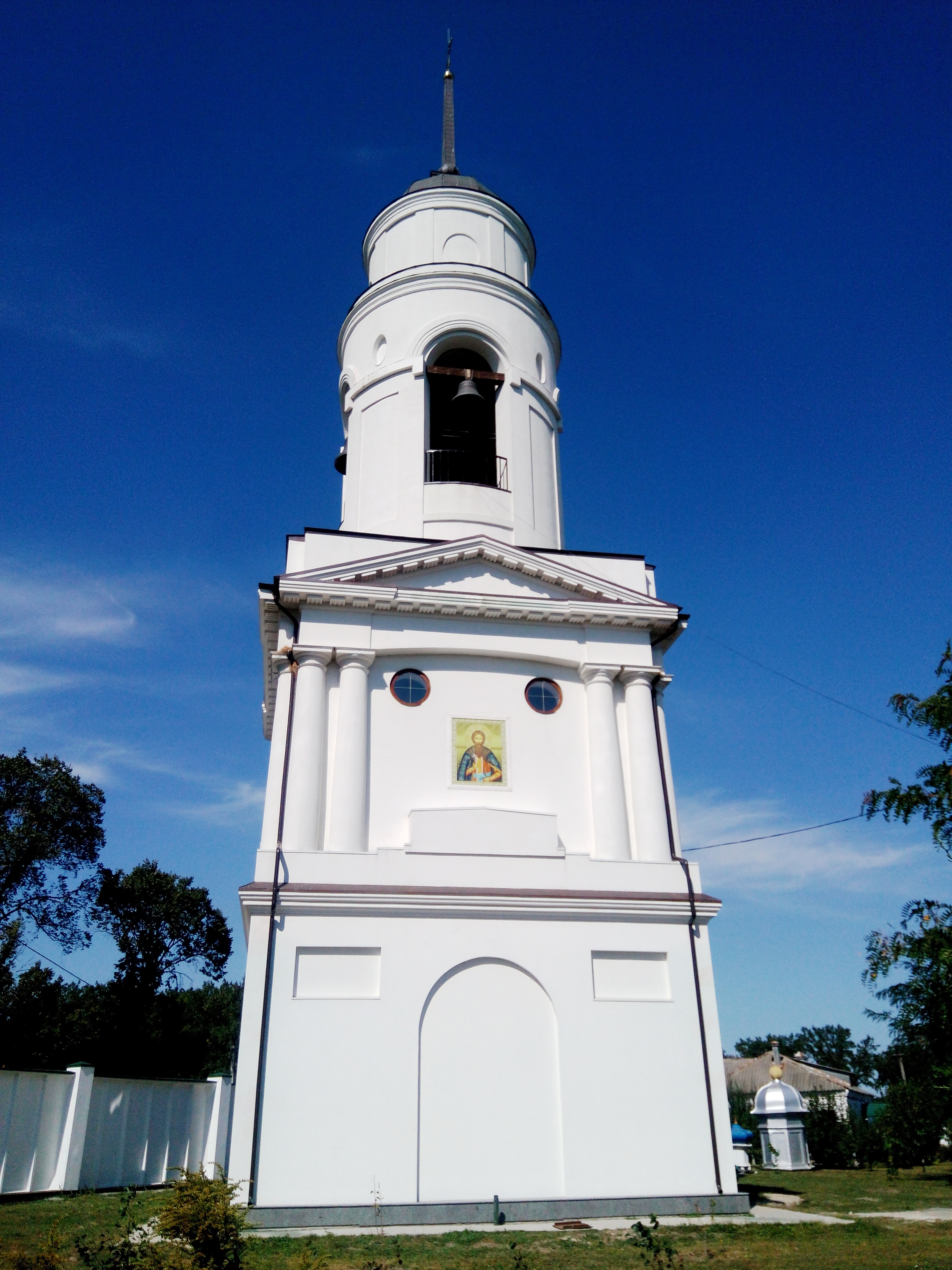
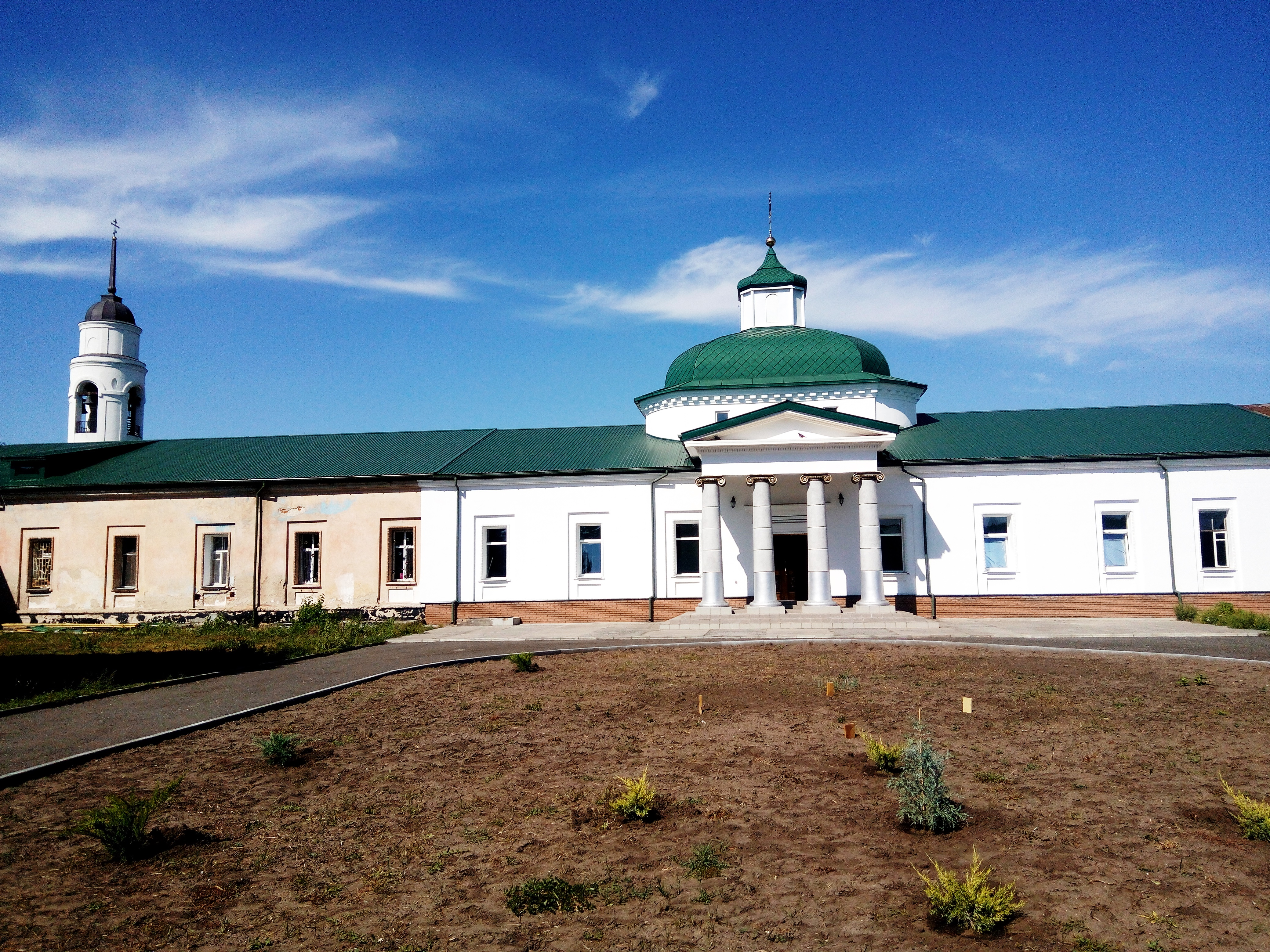
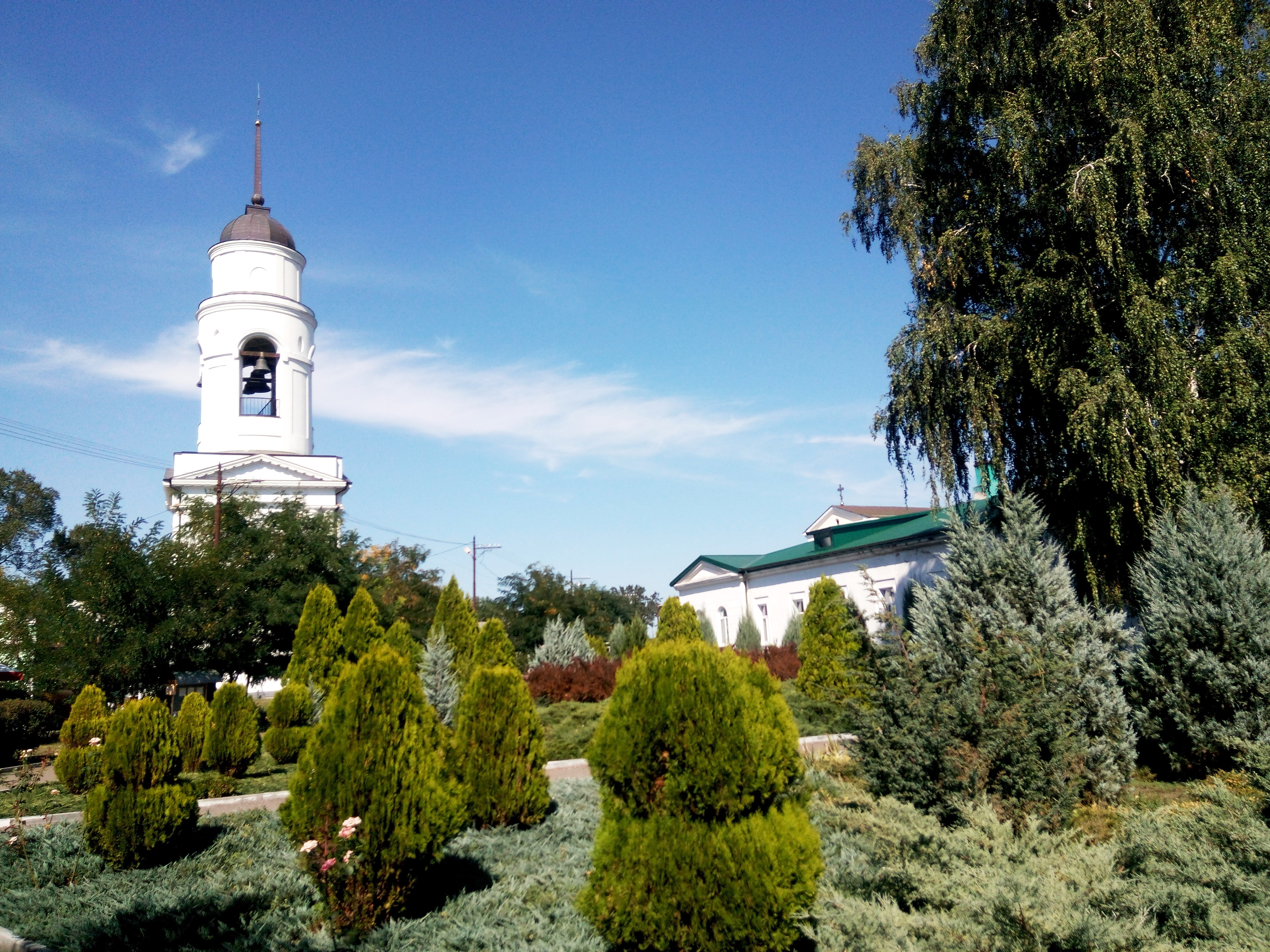